# Charles Stewart Parnell
Charles Stewart Parnell (Contea di Wicklow, 27 giugno 1846 – Brighton, 6 ottobre 1891) è stato un patriota e politico irlandese.

## Biografia
Originario di una famiglia di proprietari terrieri di religione protestante, fu il terzo dei sette figli di Henry Parnell (1811–1859), e di sua moglie Delia Tudor Stewart (1816–1898) di origini statunitensi e figlia dell'ammiraglio ed eroe di guerra statunitense Charles Stewart. La sua famiglia discendeva da un mercante inglese, originario della parrocchia inglese di Congleton, che, agli inizi del XVIII secolo era assurto al rango di barone. Era parente del soprano Evelyn Parnell.
Questo grande proprietario terriero protestante, vivamente colpito dalle esazioni cui erano sottoposti i contadini irlandesi, entrò nel partito autonomista di Butt nel 1874. Deputato dal 1875, nel parlamento britannico adottò la tattica dell'ostruzionismo per ottenere l'autonomia dell'Irlanda e nel 1877 prese la direzione del partito nazionalista, che la sua ferma autorità trasformò in uno strumento politico efficace.
Leader del Home Rule Party e dell'Irish Land League, guidò massicce agitazioni contadine, stringendo un accordo con William Ewart Gladstone in cambio del ristabilimento dell'ordine nel 1882. Si batté, a partire dal 1879, alla testa della Lega Agraria irlandese: ma l'agitazione violenta degli "invincibili" contrastò la sua azione. Tuttavia, appoggiato da Gladstone, ritornato al potere nel 1886, Parnell ottenne il rafforzamento della causa dell'Home Rule con un primo progetto di legge (Home Rule Bill). Il governo di William Ewart Gladstone cadde subito dopo. Quelli furono anni di gloria per Parnell, non solo per i successi politici, ma anche perché si scoprì che era stato vittima di false accuse riguardo a una sedicente lettera (mai scritta) in cui giustificava gli omicidi di Lord Frederick Cavendish e Thomas Henry Burke avvenuti il 6 maggio 1882 a Phoenix Park. 
Nel 1889 a causa dello scandalo dovuto alla sua relazione con Katharine O'Shea, la sua popolarità ebbe un duro contraccolpo perché causò una spaccatura nel partito. Fu politicamente messo da parte e, dopo aver sposato Kitty O'Shea a giugno del 1891, morì a Brighton il 6 ottobre dello stesso anno. Le sue spoglie riposano nel cimitero di Glasnevin a Dublino.
Parnell è uno dei patrioti più noti della storia d'Irlanda, a lui sono dedicate strade, piazze, associazioni ecc. È soprannominato il "Re senza corona".

## Nell'arte
- Parnell è citato più volte nelle opere del celebre scrittore irlandese James Joyce: Ritratto dell'artista da giovane, Il giorno dell'edera (un racconto di Gente di Dublino), Finnegans Wake, Ulisse.
- William Butler Yeats gli ha dedicato il capitolo "L'Irlanda dopo Parnell" nel libro "Autobiografie".
- Il film di John M. Stahl, Parnell, realizzato nel 1937, con Clark Gable nel ruolo di Parnell e Myrna Loy nel ruolo di Katharine O'Shea racconta una parte della sua vita.